# Fundacja Aletheia
Fundacja Aletheia – fundacja z siedzibą w Warszawie zajmująca się wydawaniem książek. Początki Fundacji Aletheia sięgają czasów drugiego obiegu. Wydawnictwo założyli Wojciech Madej, Piotr Marciszuk i Cezary Wodziński na przełomie 1986 i 1987 roku. Później dołączył do nich Krzysztof Środa. Oficyna oficjalnie została zarejestrowana w 1990 roku. Obecnie fundację prowadzi dwuosobowy zarząd.
Do połowy pierwszej dekady XXI wieku oficyna publikowała książki z dziedziny nauk humanistycznych (przede wszystkim przekłady z zakresu filozofii, ale też prace m.in. z obszaru politologii). Do tej pory ukazało się ponad 100 tytułów. Rocznie wydawnictwo publikowało 15-25 tytułów w średnim nakładzie 1000 egzemplarzy. Obecnie działalność wydawnicza została ograniczona do publikacji ściśle akademickich. Z fundacją współpracują naukowcy z Uniwersytetu Warszawskiego (szczególnie silny jest związek oficyny z Instytutem Filozofii Uniwersytetu Warszawskiego) i Uniwersytetu Jagiellońskiego oraz z Polskiej Akademii Nauk. Wcześniej oferta wydawnictwa skierowana była do odbiorców zainteresowanych szeroko pojętą humanistyką, jednak odbiorcami książek wydawnictwa są głównie środowiska akademickie, dla których publikacje te pełnią często rolę podręczników.
Fundacja Aletheia wydawała niemal od początku trzy serie książek, które ukazywały się w Bibliotece Aletheia (seria niebieska – autorzy polscy, seria beżowa – przekłady) oraz w Bibliotece Politycznej Aletheia. Publikowała też liczne prace poza seriami, a także koedycje (m.in. z Wydawnictwem Spacja, z którym, tak samo jak z Wydawnictwem KR, fundacja tworzyła do 2000 roku nieformalną grupę wydawniczą).
Pierwszą publikacją Fundacji był pierwszy numer pisma „Aletheia” (zawierający Obecność Kołakowskiego), opublikowany w 1987 roku; w tym samym roku ukazała się też pierwsza książka – Rosyjska idea Nikołaja Bierdiajewa. Pierwsza książka wydana oficjalnie to Husserl i poszukiwanie pewności Leszka Kołakowskiego z 1990 roku.